# Айяла, Сельсо
Се́льсо Айя́ла (исп. Celso Rafael Ayala Gavilán; род. 20 августа 1970, Асунсьон) — парагвайский футболист и футбольный тренер. Десять лет выступал за сборную Парагвая, участвовал в её составе в двух чемпионатах мира, четырёх Кубках Америки, а также на Олимпиаде 1992 года. Дважды входил в символическую сборную Южной Америки. В составе сразу двух клубов — асунсьонской «Олимпии» и аргентинского «Ривер Плейта» — выиграл оба самых значимых континентальных трофея на тот момент — Кубок Либертадорес и Суперкубок Либертадорес. В настоящее время работает тренером.

## Биография
Сельсо Айяла начал карьеру в клубе «Олимпия» в 1990 году. В год своего дебюта он выиграл сразу три международных трофея — Кубок Либертадорес, Суперкубок Либертадорес и Рекопу, которая досталась «Олимпии» без игр за победы в двух крупнейших турнирах континента в один год.
В 1993 году Айяла со своей «Олимпией» провёл блестящий сезон в чемпионате Парагвая, когда за целый год никто не смог обыграть «чёрно-белых».
В 1994 году был Сельсо был приобретён аргентинским «Росарио Сентралем» и в его составе выиграл в 1995 году третий (без учёта «суперкубковой» по своей сути Рекопы) континентальный трофей — Кубок КОНМЕБОЛ, в финале которого он играл в составе «Олимпии», но не смог его тогда завоевать.
В 1996 году в карьере Сельсо Айялы наступил новый подъём — он перешёл в «Ривер Плейт» и пополнил свою коллекцию трофеев ещё одним Кубком Либертадорес в том же году, а также ещё одним Суперкубком Либертадорес годом спустя. В эти годы он дважды попадал в символическую сборную Южной Америки.
В 1998—1999 гг. выступал в Испании, в 2000 году за полгода, проведённые в «Сан-Паулу», успел выиграть Лигу Паулисту и дойти до финала Кубка Бразилии. Однако затем принял решение вернуться в ставший ему родным «Ривер Плейт». В этой команде он завоевал ещё 4 титула чемпиона Аргентины, доведя их общее количество для себя до 7.
Завершил карьеру футболиста в 2006 году чемпионским титулом в составе чилийского «Коло-Коло». По окончании карьеры футболиста начал тренерскую карьеру.
В составе олимпийской сборной Сельсо Айяла принял участие на Олимпиаде 1992 года в Барселоне. Дебют за основную сборную пришёлся на 1993 год и на протяжении следующих 10 лет Айяла был одним из олицетворений футбола Парагвая. Вместе с такими игроками как Франсиско Арсе и Карлос Гамарра Айяла образовывал одну из самых лучших линий обороны мирового футбола. Сельсо Айяла обладал хорошими лидерскими качествами, выбором позиции, высокой техникой, а также отличной игрой головой.

## Достижения
- Чемпион Парагвая (1): 1993
- Турнир Республики Парагвай: 1992
- Чемпион Аргентины (7): 1996 (Апертура), 1997 (Клаусура), 1997 (А), 2000 (К), 2002 (К), 2003 (К), 2004 (К)
- Чемпион Чили (1): Ап. 2006
- Чемпион штата Сан-Паулу: 2000
- Финалист Кубка Бразилии: 2000
- Обладатель Кубка Либертадорес (2): 1990, 1996
- Обладатель Суперкубка Либертадорес (2): 1990, 1997
- Обладатель Рекопы (1): 1990
- Обладатель Кубка КОНМЕБОЛ (1): 1995
- Финалист Кубка КОНМЕБОЛ (1): 1992
- Финалист Южноамериканского кубка (1): 2003
- Участник символической сборной Южной Америки (2): 1996, 1997